# Sự kiện UFO Kecksburg

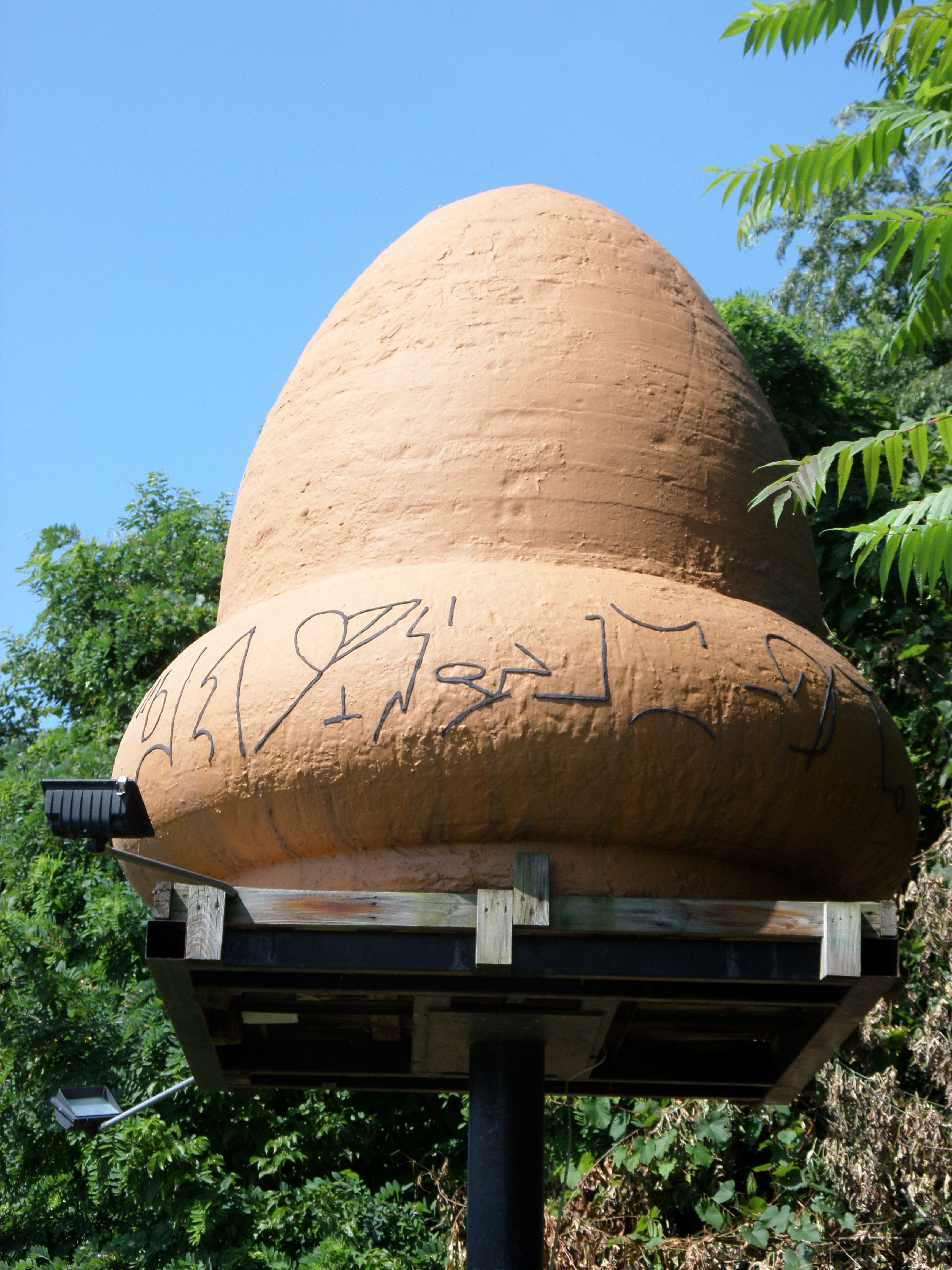
Mô hình mô tả vật thể nghi bị rơi, ban đầu được tạo ra cho chương trình Unsolved Mysteries, và được trưng bày gần trạm cứu hỏa Kecksburg.

Sự kiện UFO Kecksburg xảy ra vào ngày 9 tháng 12 năm 1965, tại Kecksburg, Pennsylvania, Mỹ khi một quả cầu lửa được công dân của sáu tiểu bang Mỹ và Canada trên Detroit, Michigan và Windsor, Canada trình báo. Các nhà thiên văn học cho biết đó có khả năng là một thiên thạch đang bốc cháy trong bầu khí quyển và rơi xuống ở một góc dốc. NASA đã công bố một tuyên bố vào năm 2005 rằng các chuyên gia đã kiểm tra các mảnh vỡ trong khu vực này và xác định chúng là từ một vệ tinh của Nga, nhưng hồ sơ về những phát hiện của họ bị mất trong những năm 1990. NASA đã trả lời các lệnh của tòa án và các yêu cầu của Đạo luật Tự do Thông tin để tìm kiếm hồ sơ. Vụ việc đã gây tiếng vang lớn trong văn hóa đại chúng và UFO học, với những suy đoán đa dạng từ phi thuyền ngoài hành tinh đến mảnh vỡ từ tàu thăm dò vũ trụ Kosmos 96 của Liên Xô, và thường được gọi là "Roswell của Pennsylvania."

## Báo cáo ban đầu
Tối ngày 9 tháng 12 năm 1965, một quả cầu lửa lớn, chói sáng đã được nhìn thấy bởi hàng ngàn người tại ít nhất sáu bang của Hoa Kỳ và Ontario, Canada. Nó đi nhanh như chớp qua khu vực Detroit, Michigan – Windsor, Canada. Những báo cáo về các mảnh vụn kim loại nóng ở Michigan và phía bắc Ohio, cỏ cháy, và những tiếng nổ siêu thanh trong khu đô thị Pittsburgh được cho là do quả cầu lửa gây ra. Một số người trong làng Kecksburg, cách khoảng 30 dặm về phía đông nam Pittsburgh, đã thuật lại có cái gì đó rơi vào trong rừng, làn khói xanh, rung động và một cú "đập mạnh".
Theo một câu chuyện ban đầu đăng trên tờ Greensburg Tribune-Review "Khu vực nơi vật thể hạ cánh ngay lập tức bị phong tỏa theo lệnh của các quan chức Quân đội và Cảnh sát Mỹ, theo một số người dự đoán là nhằm 'kiểm tra chặt chẽ' bất cứ thứ gì có thể rơi xuống... Các quan chức cảnh sát tiểu bang ở đó đã ra lệnh cho chăng dây thừng để giới hạn khu vực này để chờ đợi sự xuất hiện của cả các kỹ sư lục đội Mỹ và có thể là các nhà khoa học dân sự." Khi cảnh sát tiểu bang và nhân viên Không quân tìm kiếm trong rừng, họ báo cáo "hoàn toàn không có gì cả". Một phiên bản tiếp theo trong tờ Tribune-Review mang tiêu đề "Searchers Fail To Find Object" (Những nhà điều tra không tìm thấy vật thể).
Các nhà chức trách đã giảm bớt những lời giải thích được đề xuất như một vụ tai nạn máy bay, thử tên lửa sai lầm hoặc tái nhập các mảnh vỡ vệ tinh và thường cho rằng đó là một thiên thạch. Nhà thiên văn học Paul Annear cho biết quả cầu lửa có khả năng là một thiên thạch rơi vào bầu khí quyển Trái Đất. Nhà địa vật lý George Wetherilo đã phải trừ hao các suy đoán rằng đó là mảnh vỡ từ một vệ tinh và đồng ý những báo cáo này có lẽ là do một thiên thạch. Các nhà thiên văn học William P. Bidelman và Fred Hess nói rằng nó chắc chắn là một thiên thạch. Người phát ngôn của Bộ Quốc phòng tại Washington cho biết các báo cáo đầu tiên cho thấy quả cầu lửa được tường thuật là một hiện tượng tự nhiên.

## Bài báo khoa học

### Sky and Telescope
Một số bài báo được viết về quả cầu lửa trong các tạp chí khoa học. Số tháng 2 năm 1966 của Sky & Telescope thuật lại rằng quả cầu lửa được nhìn thấy trên khu vực Detroit-Windsor vào khoảng 4:44  giờ chiều EST. Cục Hàng không Liên bang đã nhận được 23 báo cáo từ các phi công máy bay, lần đầu tiên bắt đầu vào lúc 4:44  giờ chiều. Một địa chấn kế cách 25 dặm về phía tây nam Detroit đã ghi nhận các sóng xung kích được tạo ra bởi quả cầu lửa khi nó đi qua bầu khí quyển. Bài báo của Sky & Telescope đã kết luận rằng "đường đi của quả cầu lửa kéo dài khoảng từ tây bắc sang đông nam" và kết thúc "ở hoặc gần phần phía tây của hồ Erie".

### Tập san Hội Thiên văn Hoàng gia Canada
Một bài báo năm 1967 của hai nhà thiên văn học trong Tập san Hội Thiên văn Hoàng gia Canada (JRASC) đã sử dụng hồ sơ địa chấn kế để xác định thời gian đi qua khu vực 4:43  giờ chiều. Ngoài ra, họ đã sử dụng những bức ảnh về con đường mòn được chụp ở phía bắc Detroit tại hai địa điểm khác nhau để định hình quỹ đạo của vật thể. Họ kết luận rằng quả cầu lửa đang hạ xuống ở một góc dốc, di chuyển từ phía tây nam sang đông bắc, và có khả năng bị ảnh hưởng trên bờ phía tây bắc của hồ Erie nằm gần Windsor, Ontario.

## Tuyên bố của NASA
Tháng 12 năm 2005, ngay trước lễ kỷ niệm 40 năm sự kiện Kecksburg, NASA đã công bố một tuyên bố báo cáo rằng giới chuyên gia đã kiểm tra các mảnh kim loại từ khu vực và xác định chúng là từ một vệ tinh Nga quay lại bầu khí quyển và nổ tung, nhưng hồ sơ về những phát hiện này đã bị mất trong những năm 1990.
Leslie Kean, được mô tả là "một phóng viên điều tra được hỗ trợ bởi Kênh Sci-Fi", kể lại là mình "đã kiện NASA theo Đạo luật Tự do Thông tin" vì hồ sơ NASA bị mất. Ngày 26 tháng 10 năm 2007, NASA đồng ý tìm kiếm những hồ sơ đó sau khi được lệnh của tòa án. Trong phiên điều trần, Steve McConnell, nhân viên liên lạc công chúng của NASA, đã làm chứng rằng hai hộp giấy tờ từ thời điểm xảy ra sự kiện Kecksburg đều bị thất lạc. Mất hồ sơ không phải là trường hợp duy nhất đối với NASA; ví dụ, các cuộn băng gốc ghi lại trong sự kiện Apollo 11 đổ bộ Mặt Trăng được truyền hình bị đặt sai vị trí hoặc tái sử dụng.
Năm 2008, nhà văn viết về vũ trụ James Oberg cho rằng NASA khó có thể sở hữu bất kỳ tài liệu nào như vậy vì theo quan điểm của ông, rất có khả năng nhóm NASA được cho là điều tra địa điểm này thực tế là nhân viên Không quân tự nhận mình là nhân viên của NASA, một cái gì đó thường xuyên được thực hiện bởi quân nhân trong trang phục dân sự trong những năm 1960. Ông cũng đề nghị thêm rằng hành động của Kean không hơn gì một "trò quảng cáo công khai" vì lợi ích của những người thuê mướn Kean.
Theo John Ventre của MUFON và Owen Eichler quê ở Shafton, các cuộc điều tra gần đây đã khiến họ suy đoán vật thể được báo cáo đã hạ cánh ở Kecksburg là "một chiếc General Electric Mark 2 Re-entry Vehicle đã được Không quân phóng lên như một vệ tinh gián điệp, nhưng rơi ra khỏi quỹ đạo", thế nhưng, "chúng tôi cần lời xác nhận từ NASA hoặc Không quân".
Nhiều ý kiến gần đây của NASA ít ủng hộ sự liên kết đến vệ tinh Nga:
Có một số suy đoán rằng sự tái hợp của tàu vũ trụ loại Cosmos 96/Venera chịu trách nhiệm cho một quả cầu lửa được nhìn thấy ở phía tây nam Ontario, Canada và ít nhất tám bang từ Michigan đến New York lúc 4:43 giờ chiều EST (21:43 UT) ngày 9 tháng 12 năm 1965. Các cuộc điều tra hình ảnh và nhìn thấy quả cầu lửa cho thấy đường đi của nó trong bầu khí quyển có thể quá dốc để phù hợp với một tàu vũ trụ quay lại từ quỹ đạo Trái đất và nhiều khả năng là một thiên thạch trong một quỹ đạo quay cùng hướng từ vùng lân cận vành đai tiểu hành tinh, và có lẽ đã kết thúc chuyến bay qua phía tây hồ Erie. Dữ liệu theo dõi của Không quân Mỹ về Cosmos 96 cũng chỉ ra quỹ đạo tàu vũ trụ bị phân rã sớm hơn 21 giờ 43 phút (UT) ngày 9 tháng 12. Các báo cáo chưa được xác nhận khác nói rằng quả cầu lửa sau đó đã hạ cánh ở Pennsylvania về phía đông nam Pittsburgh gần thị trấn Kecksburg (40.2 N, 79.5 W) lúc 4:46 giờ chiều EST (mặc dù ước tính điểm tác động của quả cầu lửa từ lời kể của nhân chứng là không chính xác). Sự không chắc chắn trong thông tin quỹ đạo và tọa độ và thời gian tái nhập khiến cho việc xác định dứt khoát nếu quả cầu lửa có thể là tàu vũ trụ Cosmos 96.

## Ảnh hưởng văn hóa
- Năm 1990, chương trình truyền hình NBC Unsolved Mysteries đã phát sóng một phần dành cho vụ việc. Tập phim cho thấy một chiếc phi thuyền ngoài hành tinh bị rơi, trích lời người dân địa phương vào thời điểm đó nói rằng họ đã tìm thấy một vật thể trong rừng có hình dạng giống như một hạt sồi và to bằng một chiếc Volkswagen Beetle có chữ viết giống như chữ tượng hình Ai Cập sau đó đã được gỡ bỏ trong một hoạt động quân sự bí mật.[8] Một cái cột trụ từ chương trình đó vẫn được trưng bày trong làng.[23]
- Năm 2003, kênh Sci Fi Channel đã phát sóng một bộ phim tài liệu dài hai giờ mang tên "The New Roswell: Kecksburg Exposed", dưới sự chủ trì của Bryant Gumbel. Trong chương trình, cư dân của Kecksburg là John Hays cho biết khi anh còn là một cậu bé 10 tuổi, anh nhìn thấy "một chiếc xe tải giường phẳng xuất hiện từ địa điểm gần nhà anh mang theo một thứ gì đó có "kích cỡ của một chiếc VW", một sự lặp lại chính xác những lời kể mà anh đã thực hiện trong tập đầu tiên của chương trình Unsolved Mysteries, mùa 3, năm 1990.[24][25]
- Năm 2008, một tập của sê-ri Nazi UFO Conspiracy trên kênh Discovery Channel the incident cho rằng trường hợp này là sự phục hồi của một chiếc UFO Đức Quốc xã mang tên Die Glocke ("Chuông"; còn gọi là "Chuông Đức Quốc xã"),[26] một tuyên bố cũng được đưa ra bởi người theo thuyết âm mưu Joseph P. Farrell.[27]
- Tháng 2 năm 2009, UFO Hunters của History Channel đã đề xuất một âm mưu quân sự và che đậy liên quan đến vụ việc.
- Năm 2011, Ancient Aliens trên kênh History Channel cho rằng vũ khí bí mật của Đức Quốc xã Die Glocke được phục hồi tại Kecksburg, thúc đẩy âm mưu của chính phủ và che đậy.
- Ngày 12 tháng 9 năm 2019, nhà sản xuất/đạo diễn Cody Knotts đã công chiếu bộ phim "Kecksburg" của ông dựa trên các sự kiện tại Kecksburg.[28] Bộ phim kể về câu chuyện được kịch tính hóa của John Murphy, một phóng viên của đài phát thanh địa phương WHJB, một trong những người đầu tiên đến hiện trường, khi anh cố gắng khám phá thêm thông tin về vật thể bí ẩn rơi xuống vùng đất rừng nông thôn của Kecksburg.[29][30][31]